# Podłuże (obwód iwanofrankiwski)
Podłuże (ukr. Підлужжя, Pidłużżia) – wieś na Ukrainie, w obwodzie iwanofrankiwskim, w rejonie tyśmienickim.
Pod koniec XIX wieku wieś leżała w Galicji, w powiecie stanisławowskim.

## Urodzeni
- Maria Helena Żurowska